# Schwerkraft (Film)
Schwerkraft ist ein deutscher Spielfilm aus dem Jahr 2009. Maximilian Erlenwein schrieb das Drehbuch und führte Regie. Die Hauptrolle spielt Fabian Hinrichs.

## Handlung
Der angepasste Bankangestellte Frederik Feinermann wird aus seinem geordneten Leben gerissen, als ein Bankkunde sich vor seinen Augen erschießt. Anstatt, wie von seinem gefühlskalten Chef vorgeschlagen, sein Leben weiterzuführen, als sei nichts gewesen, bricht er bei diesem ein. Um seine in der Wohnung verlorene Kreditkarte zurückzubekommen, sucht er die Hilfe eines alten Bekannten, des ehemaligen Häftlings Vince Holland.
Aus der anfänglich einmaligen Aktion entwickelt sich eine Einbruchsserie, bei der die beiden nachts Kunden von Frederiks Bank ausrauben. Dieser gerät immer tiefer in die Kriminalität hinein, in der er seine dunkle Seite ausleben kann, während Vince seine kriminelle Karriere eigentlich beenden wollte.
Parallel hierzu findet Frederik endlich den Mut, seine Jugendliebe Nadine, die vor sieben Jahren ihre Beziehung beendete, scheinbar zufällig anzusprechen, da er die Liebe zu ihr nie überwunden hat.
Vince wird derweil von Reinier Grimm, einem Mann aus seiner früheren kriminellen Zeit, heimgesucht, der ihm droht. Frederik hat letztlich seine Jugendliebe zurückgewonnen und möchte mit ihr ihren gemeinsamen Jugendtraum, eine Reise nach Island, ausleben. Bevor er zur Reise aufbricht, will er jedoch Vince davon abhalten, endgültig seine Probleme mit Grimm zu lösen. Frederik kann Vince jedoch nicht aufhalten, der Reinier Grimm nach einem Kampf auf dessen Anwesen erschießt.
Zurück am Bahnhof wird Frederik schließlich von der Polizei überwältigt. Frau Reicherts, eine Kollegin von Frederik, hatte ihn verraten. Der Film endet damit, dass Frederik, in Handschellen, und Nadine sich auf dem Bahnhof anlächeln.

## Kritiken
„Schwerkraft funktioniert sowohl als tiefgründige Charakterstudie als auch als Drama und subversive Komödie und schafft es, trotz seiner leicht überhöhten Art des Erzählens immer geerdet und lebensbejahend zu bleiben, publikumszugänglich, unterhaltsam, spielerisch und überraschend.“

„Nach dem Freitod eines verzweifelten Kunden ist der sonst so aufgeräumte Bankangestellte Frederik runter mit den Nerven – und wird zum Einbrecher aus Leidenschaft. Von der gesellschaftlich sanktionierten "Betrügerei", wie er sie als Banker gepflegt hat, zur verbotenen Seite des kriminellen Tuns ist es für den Helden kein weiter Weg. Die filmische Erzählung besticht durch ihre vom Doppelleben geprägte magische Tag-Nacht-Struktur. Magisch ist auch das Spiel der Unberechenbarkeit durch das überragende Schauspielertrio Hinrichs, Vogel & von Waldstätten. Der stimmige Score rundet das psychophysische Meisterwerk ab.“

## Auszeichnungen
First Steps 2009
- In der Kategorie Abendfüllende Spielfilme

Max-Ophüls-Preis 2010
- Bester Langfilm
- Nora von Waldstätten: beste Nachwuchsdarstellerin
- Fabian Hinrichs: Sonderpreis der Jury für seine herausragende Leistung

Deutscher Filmpreis 2010
- Nominierung für Fabian Hinrichs in der Kategorie Beste darstellerische Leistung – männliche Hauptrolle